# Mercè Madolell i Aragonès
Mercè Madolell i Aragonès (Barcelona, 2 de gener de 1940) és una cantant catalana vinculada al moviment de la Nova Cançó a mitjans dels anys 60 i reconeguda artísticament com a Mercè Madolell.

## Trajectòria artística[3]
La vinculació de Mercè Madolell amb la cançó popular catalana va ser a mitjans dels anys 60, quan va enregistrar tres discos EP per a la discogràfica Concèntric amb arranjaments del músic Francesc Burrull. Durant un temps el col·lectiu Els Setze Jutges van considerar si incloure Madolell entre els seus membres, però com que ja havia editat alguns discos no ho van considerar necessari, encara que va participar en molts concerts conjuntament amb els seus membres en els anys de la seva activitat artística.
El seu primer EP es va editar el 1966 amb el títol de Mercè Madolell canta Jacques Brel, eren quatre cançons en adaptació catalana del cantautor belga Jacques Brel en traducció de Josep Maria Espinàs (No te'n vagis pas, Hem d'aprendre a mirar, Els pastors i Si només tens l'amor, adaptacions de Ne me quitte pas, Il nous faut regarder, Les bergers adaptada per F. Vallverdú i finalment Quand on n'a que l'amour respectivament).
El mateix any 1966 i amb adaptacions d'altres autors de la chanson al català també per Josep Maria Espinàs, Madolell enregistra l'EP Mercè Madolell, inclouent dos temes de Jean Ferrat (Eren trenta innocents i Visca!, adaptacions de Nuit et brouillard i Hourrah), a més d'una obra de Jacques Prévert i Joseph Kosma (El guardià del far, adaptació de Le gardien du phare aime trop les oiseaux) i una de Guy Béart (El bar de tantes nits, adaptació de Bal chez Temporel).
El seu tercer disc, l'EP Les cançons de Mercè Madolell, arriba el 1967 amb tres poemes musicats per la cantant (Pobres de mena de Josep Carner, Adéu abans d'hora de Ramon Folch i Camarasa i Roderes i camins de Josep Maria Andreu) i un tema íntegre de la seva autoria amb aires de jazz (Amics), amb aquest EP rebrà el Gran Premi del Disc Català a la millor composició-interpretació.
Mercè Madolell actuà moltes vegades amb els Jutges i altres membres de la "companyia". També ho va fer davant la televisió de Suïssa i passà llargues temporades com una de les figures de la Cova del Drac de Barcelona. Una de les seves grans nits va ser un recital benèfic el 13 de març del 1968 al saló Price de Barcelona, a favor de les encara clandestines Comissions Obreres, aquella nit també van cantar Maria Amèlia Pedrerol, Quico Pi de la Serra, Rafael Subirachs, Guillem d'Efak i Raimon.
A finals dels 60, Madolell canta en directe amb nous poemes musicats d'altres poetes, com Cançó dels pirates de secà de Miquel Desclot, i encara que va enregistrar alguns d'ells amb el músic Joan Albert Amargós, finalment no van arribar a publicar-se en disc i abandonà definitivament la cançó.